# Cité scolaire François-Ier
Vous lisez un « bon article » labellisé en 2011.
La cité scolaire François-Ier est un ensemble d'établissements publics à Vitry-le-François (Marne), regroupant deux lycées, un lycée d'enseignement général et technologique et un lycée professionnel, une classe spéciale de mission générale d'insertion, des sections de BTS et un GRETA. Avant 1974, elle comptait aussi un collège, celui du Vieux-Port.

## Localisation
La cité scolaire est située dans la ville de Vitry-le-François, dans le département de la Marne. Le complexe est situé à proximité du canal de la Marne à la Saône et derrière le port de plaisance de la ville. Il est créé en 1958 mais n'est achevé qu'en 1971. Les bâtiments le composant, aux noms de personnalités du monde des arts ou des sciences, sont édifiés les uns après les autres sur cette période. Un projet de restructuration est commencé en 1991, mais, à la suite de retards dans les travaux, il n'est terminé qu'en 1997.

## Histoire
La ville de Vitry-le-François accueille, sur l'ordre du roi Charles IX, depuis 1572, « un établissement fort modeste », construit en centre ville (actuelle place Royer-Collard). En 1710, de nouveaux bâtiments sont construits, puis, en 1795, à la suite de la Révolution française, les Écoles centrales, installées aux chefs-lieux des départements, remplacent les collèges royaux. Les Vitryats s'insurgent contre le fait que les élèves doivent se rendre à Châlons-en-Champagne, et ils réclament donc l'autorisation de construire une École secondaire communale dans les bâtiments de l'ancien collège royal, qui ouvre en 1812. Le nombre d'élèves augmente, passant de 92 en 1810 à 190 en 1858, et atteint même 236 en 1874. Les bâtiments sont agrandis alors que dans la grande rue de Vaux, un collège secondaire pour jeunes filles est édifié en octobre 1879. Le nombre d'élèves dans ce dernier établissement augmente rapidement et atteint 142 scolarisés en 1917 et 1918 (pour 195 élèves au collège des garçons). Parallèlement au développement de ces établissements publics continuent de fonctionner des écoles privées, laïques ou confessionnelles.

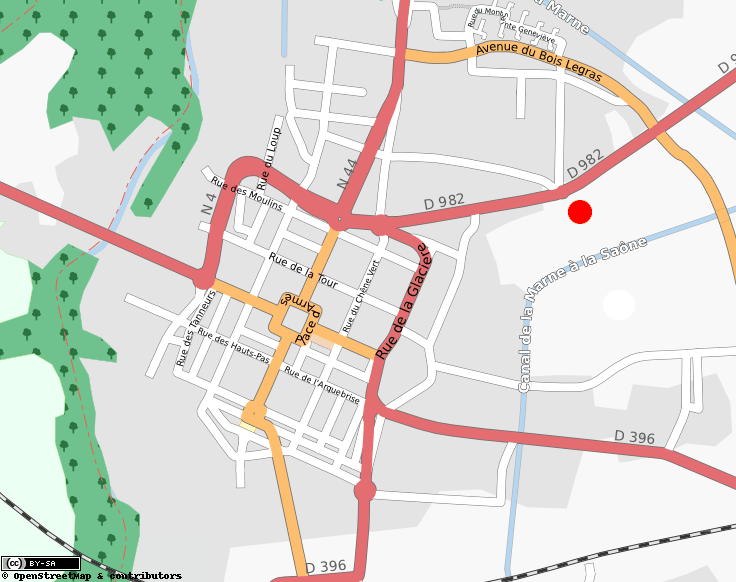
La commune de Vitry-le-François et l'emplacement de la cité scolaire François Ier (point rouge)

À la suite des bombardements lors de la Seconde Guerre mondiale, il ne subsiste à Vitry que trois écoles communales : Paul-Bert (rue Sainte-Barbe), Jean-Macé (boulevard François Ier) et Ferdinand-Buisson (avenue de la République). Les cours reprennent dès le mois d'août 1940 et des baraquements de fortune sont édifiés. Le ministère des Armées loue alors à la municipalité le quartier Dubois-Crancé (actuel quartier des bords de Marne) pour héberger, entre autres, le collège mixte. En 1942, le quartier accueille, sous l'impulsion de Jules Hutin, le Centre d'éducation professionnelle et morale pour les garçons, qui est par la suite transféré au lieu-dit La Fontaine Ludot, au sud de la ville. À la fin de la guerre, Vitry connaît une forte progression démographique et le besoin de construire une cité scolaire implantée au nord-est de la ville se fait sentir. Le complexe scolaire François Ier, créé en 1958, n'est achevé qu'en 1971, à la suite de nombreuses modifications (voir infra). L'allongement de la scolarité, portée à seize ans par ordonnance du 6 janvier 1959, oblige la commune à créer deux nouveaux collèges : les Indes en 1970 et Marcel-Alin en 1974.

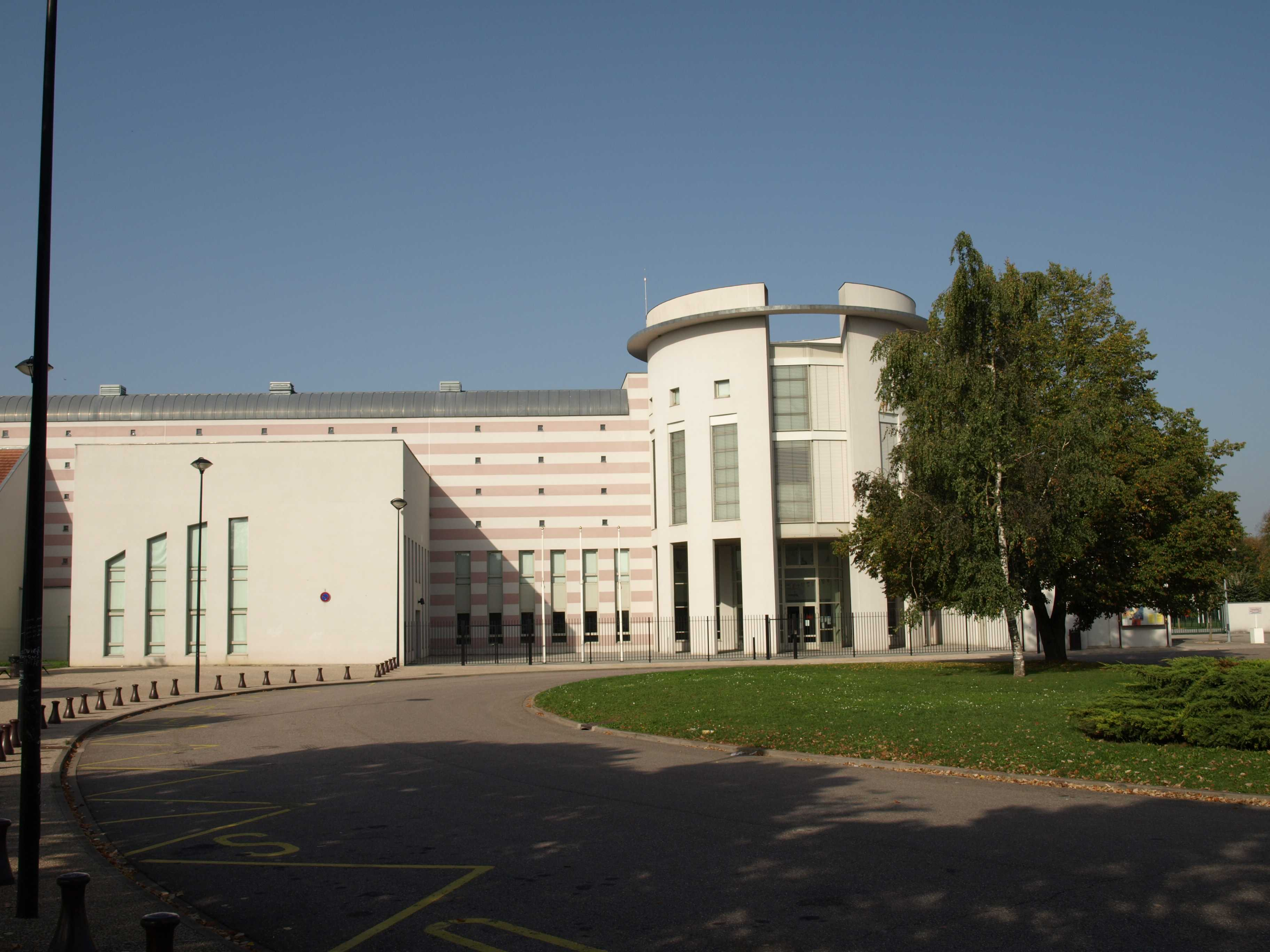
La façade avant du Collège les Indes, 1 Esplanade Tauberbischofsheim, 51300 Vitry-le-François.

## Situation

### Académique

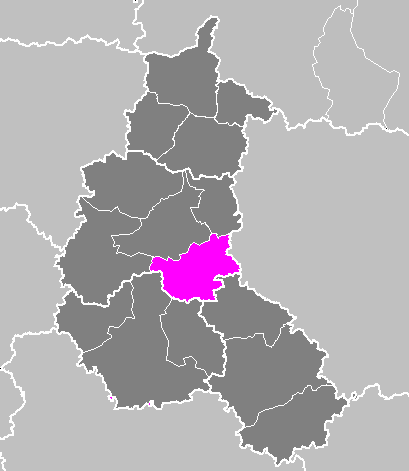
La circonscription scolaire de Vitry-le-François

La cité scolaire est située au faubourg de Vitry le Brulé, à Vitry-le-François. Il s'agit de l'une des plus importantes cités scolaires de Champagne-Ardenne. Le site s'étend sur 14 ha, soit 36 000 m2.
La circonscription appartient à l'académie de Reims et s'organise autour de Vitry-le-François et s'étend, au nord, à La Chaussée-sur-Marne, à l'est, à Sermaize-les-Bains, au sud à Sainte-Marie-du-Lac-Nuisement, Landricourt et à l'ouest à Saint-Ouen-Domprot. La cité scolaire organise donc le ramassage scolaire des communes alentour.
Vitry-le-François fait partie, avec Saint-Dizier, des deux communes de l'académie ayant à gérer au moins une zone urbaine sensible (ZUS). La ville a donc intégré la liste des 22 zones sélectionnées en France en janvier 2004 par le ministre de l’Intérieur « pour y mener à titre expérimental des actions de lutte contre la délinquance et la violence ».
La cité scolaire dispense de nombreuses formations, professionnelles, générales et technologiques, mais aussi des BTS et de la formation continue. Disposant des places labellisées « internat d'excellence », le projet d'établissement met en œuvre un ensemble de dispositifs pédagogiques destinés à lutter contre l'échec scolaire, à favoriser l'insertion et à prévenir la délinquance. Des partenariats ont été contractés avec des entreprises du tissu économique local, et avec des acteurs culturels de proximité.

### Classement du Lycée
En 2015, le lycée se classe  7e sur 20 au niveau départemental quant à la qualité d'enseignement, et 964e au niveau national. Le classement s'établit sur trois critères : le taux de réussite au bac, la proportion d'élèves de première qui obtient le baccalauréat en ayant fait les deux dernières années de leur scolarité dans l'établissement, et la valeur ajoutée (calculée à partir de l'origine sociale des élèves, de leur âge et de leurs résultats au diplôme national du brevet).

### Géographique
Parmi les plus importantes cités scolaires de Champagne-Ardenne, l'établissement François Ier scolarise la grande majorité des collégiens et lycéens de la circonscription de Vitry-le-François et de ses alentours. Elle est située au sein d'un bassin d'emploi défavorisé.
La cité scolaire est située à environ 500 m du site YARA, situé au cœur de la zone industrielle de Vitry-Marolles à l’est de Vitry-le-François, et classé Seveso seuil haut en raison de l’importante capacité de stockage d’engrais solides. Si les établissements ne sont pas inclus dans la zone retenue par le Plan de prévention des risques technologiques (PPRT), sa proximité pose néanmoins des problèmes de sécurité civile.

### Bassin d'emploi
La cité scolaire François Ier appartient au bassin d’emploi inter-départemental et inter-académique dit du « triangle » (Vitry-le-François, Saint-Dizier et Bar-le-Duc), et qui s’étend sur les secteurs de la Marne, de la Haute-Marne et de la Meuse. Ce bassin d'emploi regroupe les deux académie de Reims et de Nancy-Metz. La cité scolaire, et en particulier l'association du lycée général et technologique, du lycée professionnel et de l'antenne du GRETA est la seule de ce type au sein du bassin de formation et de l'arrondissement.

### Climat social
Les années 2006 et 2007 ont été marquées par une « nette dégradation de la sécurité aux abords de la cité scolaire » selon les études statistiques de la gendarmerie. Le chômage et les faibles revenus expliqueraient la multiplication des agressions et des rackets.

## Architecture générale

### Construction de la cité scolaire

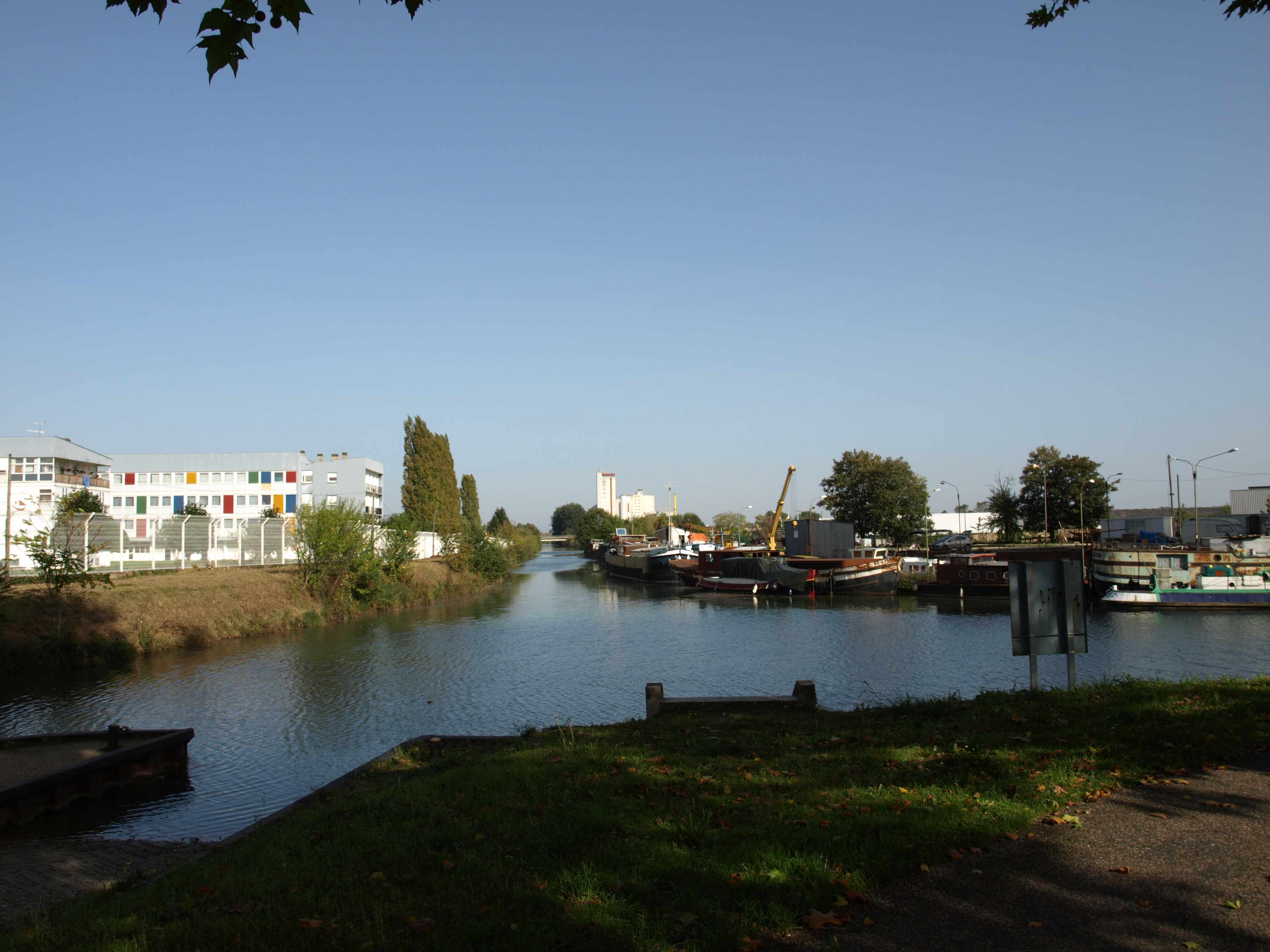
La cité scolaire vue depuis le canal de la Marne à la Saône

La première pierre de la cité scolaire a été posée en 1958. Cette cité avait pour but de regrouper le collège et les deux centres professionnels. L'inauguration a lieu en octobre 1959, par le ministre Louis Joxe. La cité scolaire, qui n'est formée à cette époque que du seul bâtiment Doré, accueille alors 550 élèves,. En 1960, André Peuchot témoigne ainsi de la construction de cet établissement : « À l'austère et vénérable collège de la rue des Pères succède un établissement moderne. Inauguré le 3 octobre 1959, c'est un édifice vaste, aéré, harmonieux dans ses formes et ses couleurs, adapté aux exigences d'un siècle où la civilisation scientifique et technique s'impose pour l'avenir des jeunes générations » C’est en septembre 1959 que les premiers élèves ont été accueillis dans l’actuel bâtiment Jacques-Doré, qui est aujourd'hui devenu un bâtiment consacré aux sciences. Le 3 mars 1961, M. Paye, ministre de l'Éducation nationale et M. Maurice Herzog, haut-commissaire à la Jeunesse et aux Sports effectuent une visite de l'établissement.
En 1962, trois bâtiments sont construits : Rabelais (qui accueille les cuisines et les deux réfectoires, l'un au rez-de-chaussée, l'autre à l'étage), Henri Dunant (infirmerie) et Diderot (internat pour les filles ; le premier étage n'est transformé qu'en 1978-1979 pour recevoir le centre de documentation et d’information). Toutefois les noms des bâtiments ne leur sont donnés qu'en 1980, sous l'impulsion du proviseur Cachera et de l'intendant Bouchy. L'ensemble est complété en 1964 par l'internat des garçons, nommé Abraham de Moivre. Provisoirement, six structures préfabriquées situées entre le bâtiment Doré et le faubourg de Vitry-le-Brûlé abritent le centre d’enseignement technique féminin. En 1968, le gros de la cité scolaire sort de terre : les bâtiments Montesquieu (intendance), Colette (sections professionnelles du tertiaire et enseignement général), Marie Noël (internat des filles y est déplacé un temps, puis il retourne à Diderot) et enfin Eiffel (sections professionnelles de mécanique, électricité et travail des métaux) sont construits. L'année suivante, le bâtiment Unesco accueille l'internat garçons, qui est lui aussi déplacé, ainsi que des salles de cours de l'enseignement général. Le dernier bâtiment, Cugnot, abrite en 1971 la section mécanique automobile. Le GRETA ouvre ses portes à la rentrée 1974, en application de la loi du 16 juillet 1971 sur la formation continue,.
C'est en 1981 que le lycée d’État polyvalent mixte prend le nom de « lycée François Ier », sur la proposition du conseil d’établissement et à la suite de l'arrêté préfectoral du 8 octobre 1981,. Il devient un établissement public local d'enseignement (EPLE) en 1983 à la suite de la première loi de décentralisation.

### Restructuration depuis 1991

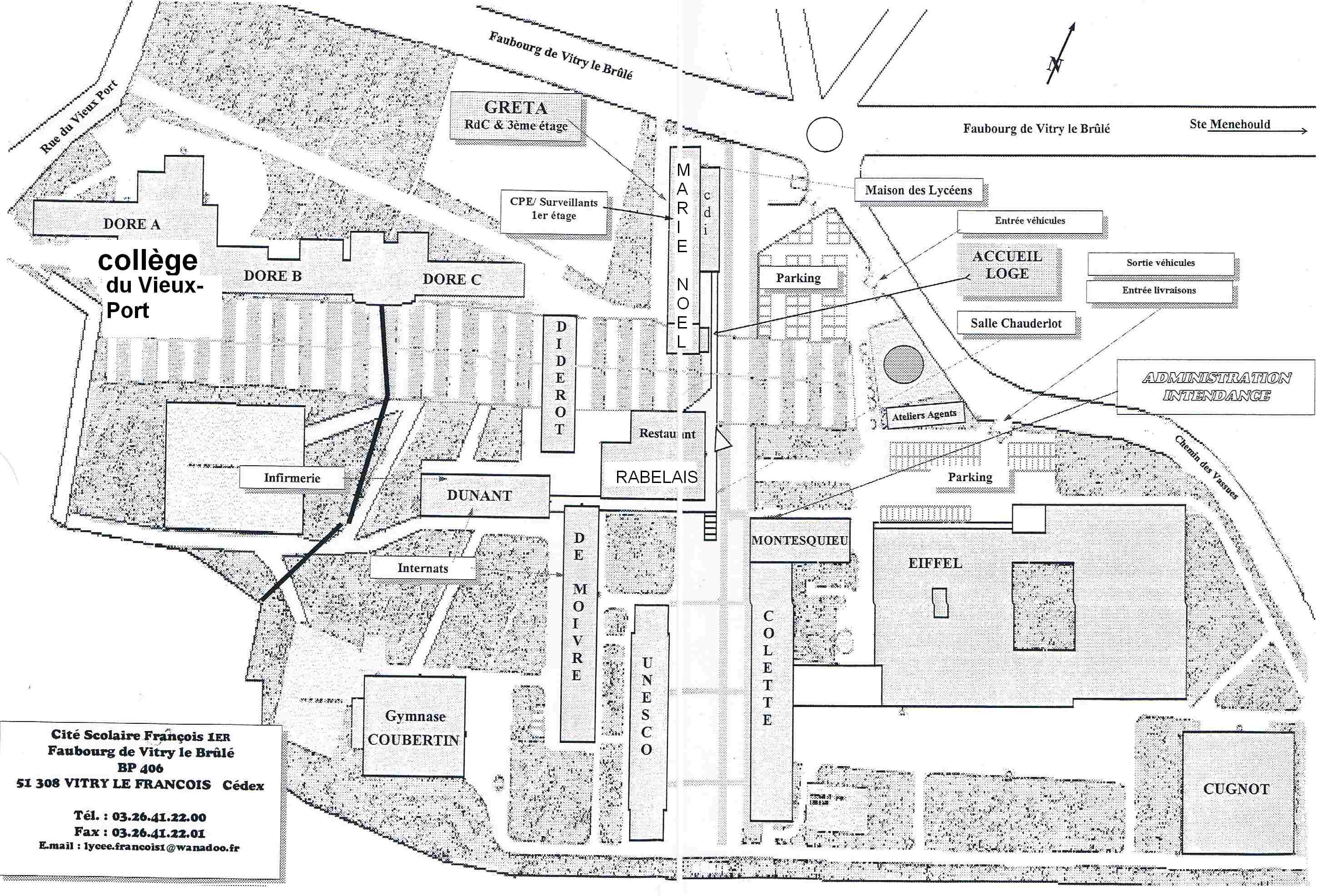
Plan actuel de la cité scolaire.
(Agrandissez cette image)

L'ensemble subit une restructuration d'octobre 1991 (date de la première réunion de concertation) à septembre 1997 (date de la livraison du bâtiment Marie Noël). Le chantier ne débute cependant qu'en 1994 et connaît un retard de plusieurs mois. Un article de L'Union du 30 mars 1995 évoque les « ratés de la restructuration », qui devait commencer le 15 février et qui ne débute finalement qu'en juillet, sous l'administration de M. Gérald Gervasoni, proviseur. Les premiers travaux concernent l'internat du bâtiment Dunant. En 1996 commence le chantier de réhabilitation du collège du Vieux-Port, autonome administrativement depuis 1977 mais dont certains bâtiments sont communs à ceux de la cité scolaire ; il s'élève à 21 millions de francs. La direction de la cité scolaire, à court de crédits, réussit à obtenir une allonge financière de 2,1 millions de francs mais il manque quelque 15 millions de francs pour achever la restructuration. De nouveaux plans sont présentés par l'architecte rémois Jean-Michel Jacquet, afin de pallier le manque de finances et pour éviter le blocage des travaux. Ces plans proposent de relier les bâtiments Marie Noël et Rabelais par une passerelle ; ils distinguent également l'espace du collège et celui du lycée au moyen d'une séparation. Le chantier est définitivement terminé en 1997.
Depuis la rentrée 2010, plusieurs chantiers ont été lancés : réfection de la tour des cuisines, ravalement de la façade du bâtiment Colette, isolation des salles du bâtiment Colette, réaménagement de la cafétéria.

## Effectifs
Les lycées, lors de la rentrée de septembre 2010, accueillent 1 250 élèves dont 228 externes, 479 demi-pensionnaires, 40 internes et 800 stagiaires.
L'évolution démographique étant en baisse à Vitry-le-François et aux alentours (1 200 habitants entre 1999 et 2007 et 436 habitants entre 2007 et 2008 pour l'arrondissement de Vitry), la tendance s'oriente vers la fermeture de classes et de sections.
La cité scolaire comptabilise 290 personnes, enseignants, administratifs ou ATOSS.

## Bâtiments d'enseignement

### Collège du Vieux-Port

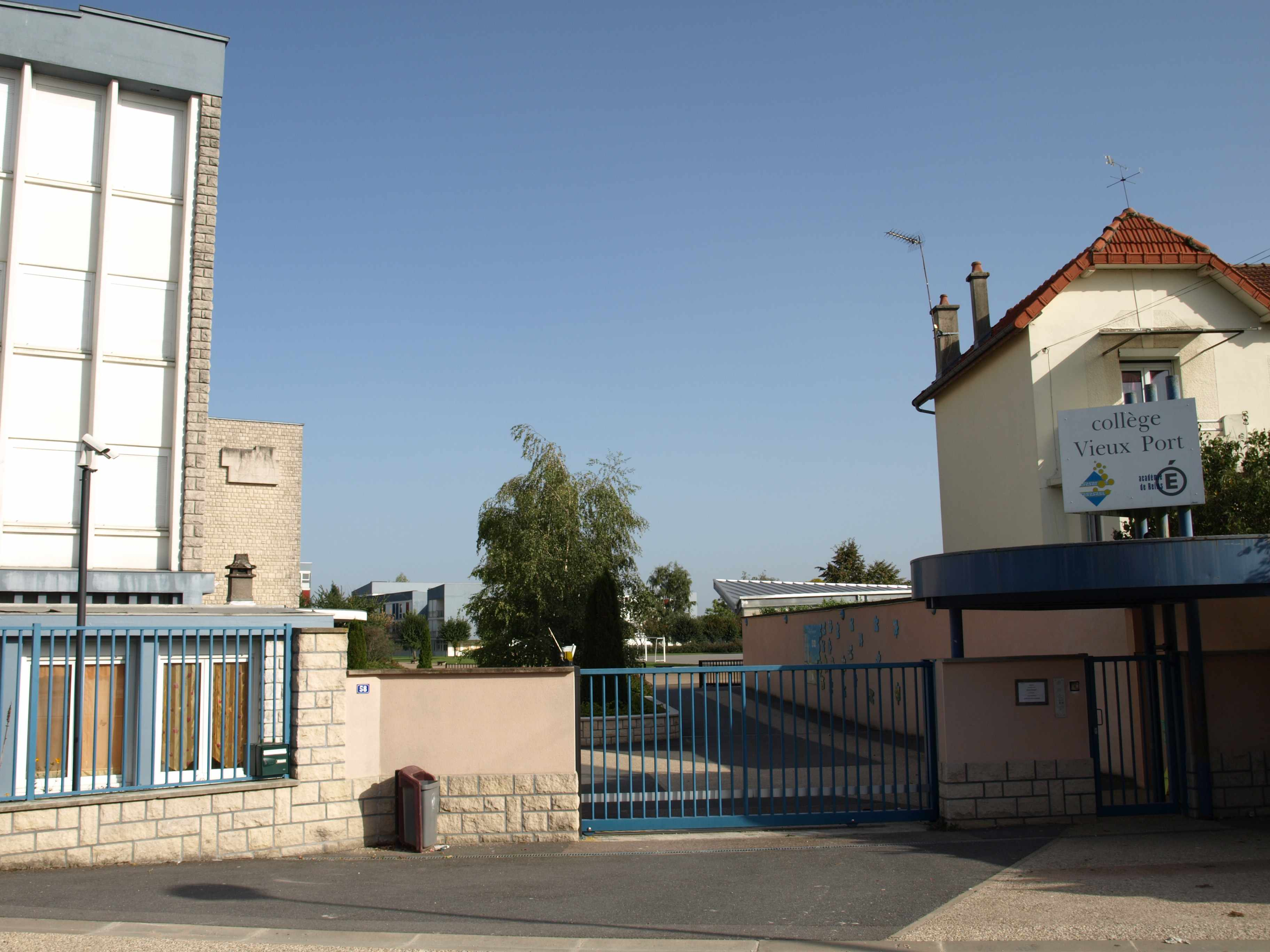
L'entrée du collège

C'est en 1973 que le premier cycle du lycée d'état mixte est transformé pour créer un collège d’enseignement secondaire (CES). Le CES s’installe au deuxième étage du bâtiment Doré. Il devient autonome en 1977, et prend donc le nom de « collège du Vieux Port ». Le collège a accueilli 492 élèves en 2010. Il ne possède pas d'internat et abrite l'« association foyer socio-éducatif du collège du Vieux Port ».
Le collège dispose de sections européennes. L'anglais y est enseigné dès la 6e comme première langue vivante (LV1 - 4 h par semaine). En 4e, une seconde langue vivante (LV2) est possible, soit allemand ou espagnol à raison de 3 heures par semaine. Le collège offre également en 3e deux divisions à option découverte professionnelle, une de 3 heures (DP3) et une de 6 heures (DP6). Enfin, il accueille une Unité pédagogique d'intégration pour les élèves ayant des difficultés en ce qui concerne les apprentissages cognitifs. Le collège présentait un taux de réussite au Diplôme national du brevet, en 2009, de 85,3 %.

### Lycées

#### Lycée général et technologique

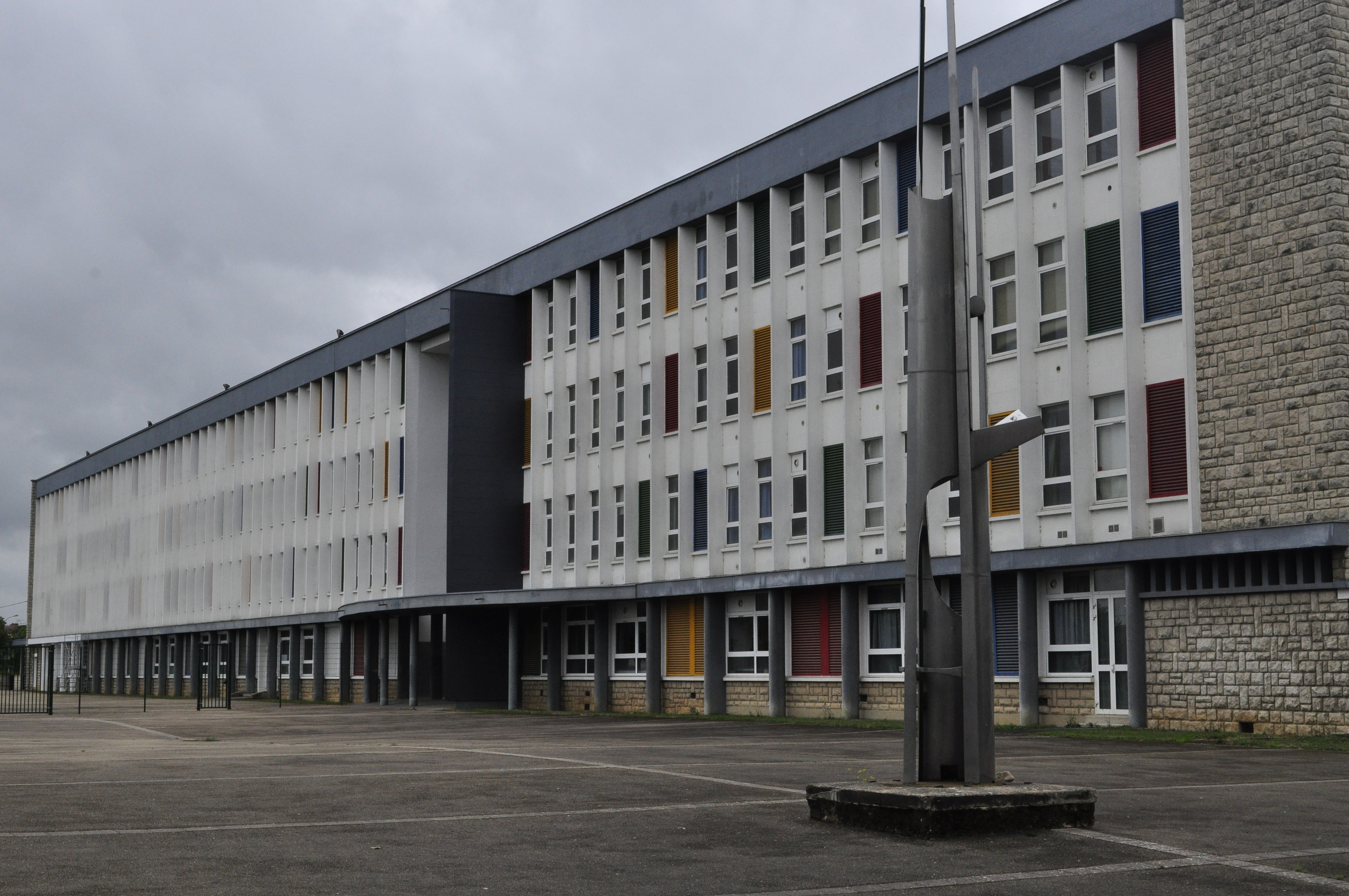
Bâtiment Doré (partie collège et partie lycée).

Les cours concernant le lycée général et technologique sont regroupés dans deux bâtiments Coubertin (Pierre de Coubertin, 1863-1937) qui sont des gymnases dont un partagé avec le Collège du Vieux-Port, De Moivre (nommé ainsi en hommage au mathématicien Abraham De Moivre, 1667-1754, et qui a fait ses études à Vitry-le-François), Diderot (Denis Diderot, 1713-1784), Doré (en l'honneur de Jacques Doré, professeur d'anglais arrêté et fusillé par les Allemands en 1944) qui est partagé avec le Collège du Vieux-Port, Dunant (Henri Dunant, 1828-1910, a reçu le prix Nobel de la paix en 1901) et Unesco (référence au travail de civilisation formant le projet de l'Unesco). À noter que seuls les bâtiments Unesco et Doré sont utilisés pour les filières générales : le bâtiment Unesco réunit les classes de mathématiques, d'Histoire-géographie, de SES, des langues vivantes, de Français et de philosophie ; dans le bâtiment Doré sont enseignées les sciences (Physique-chimie, SVT).

#### Lycée professionnel
Le lycée professionnel regroupe les ensembles : Colette (en l'honneur de l'écrivain Colette, 1873-1954) qui abrite les salles d'enseignements généraux, Cugnot (Joseph Cugnot, 1725-1804, brillant ingénieur et inventeur) qui est dévolu à la chaudronnerie, et Eiffel (Gustave Eiffel, 1832-1923, en référence au travail des métaux), consacré à la mécanique, à l'électricité et au travail des métaux.
Le lycée professionnel est né de la fusion, en 1979, des deux Centres d'enseignement technique (CET), devenus « lycée d’enseignement professionnel » (LEP) en 1977.

## Formations

### Formations initiales

#### Formations professionnelles

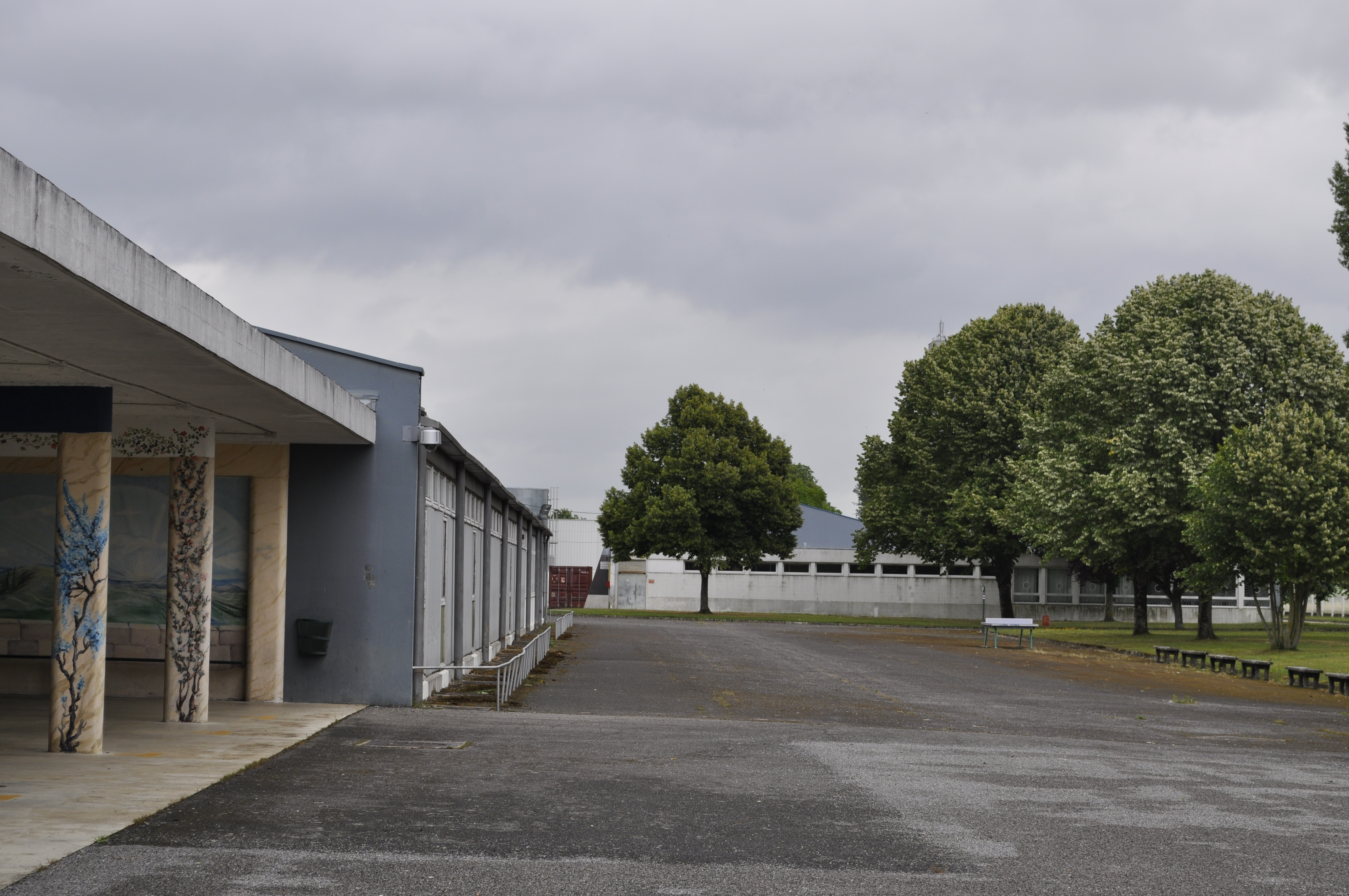
Les bâtiments Eiffel et Cugnot, dédiés aux formations professionnelles.

Le lycée professionnel prépare à 5 certificats d'aptitude professionnelle (CAP) et à 8 baccalauréats professionnels, industriels, tertiaires et de services (à la personne et de restauration rapide). Avant la réforme de la voie professionnelle, les formations comprenaient 7 BEP, 5 baccalauréat Professionnel et 4 CAP,. Le lycée professionnel accueille également des classes de 3e DP6.
Le lycée professionnel François Ier est classé parmi les établissements prioritaires de l'académie de Reims.
À la suite de la rénovation de la voie professionnelle (baccalauréat professionnel en deux ans, Certificat d'aptitude professionnelle en deux ans également), les formations dispensées à la cité scolaire sont :
| Diplôme préparé                       | Intitulé de la formation                             |
| ------------------------------------- | ---------------------------------------------------- |
| Baccalauréat professionnel            | Électrotechnique, énergie, équipements communicants  |
| Baccalauréat professionnel            | Pilotage des systèmes de production automatisés      |
| Baccalauréat professionnel            | Maintenances des équipements industriels             |
| Baccalauréat professionnel            | Maintenance de véhicules automobiles                 |
| Baccalauréat professionnel            | Métiers de la comptabilité                           |
| Baccalauréat professionnel            | Métiers du secrétariat                               |
| Baccalauréat professionnel            | Technicien en chaudronnerie industrielle             |
| Baccalauréat professionnel            | Vente (prospection, négociation, suivi de clientèle) |
| Certificat d'aptitude professionnelle | Agent Polyvalent de Restauration                     |
| Certificat d'aptitude professionnelle | Assistant technique en milieux familial et collectif |
| Certificat d'aptitude professionnelle | Préparation et réalisation d'ouvrages électriques    |
| Certificat d'aptitude professionnelle | Peintre applicateur de revêtement                    |

#### Formations générales et technologiques
Le lycée général et technologique prépare aux baccalauréats généraux et aux baccalauréats technologiques habituels. La classe de seconde comprend des enseignements d’exploration, au choix : création et innovation technologiques, latin, littérature et société, méthodes et pratiques scientifiques, principes fondamentaux de l'économie et de la gestion, sciences de l'ingénieur, sciences économiques et sociales, sciences et laboratoire,. L'établissement propose également des axes de développement des langues par le biais de deux sections européennes, en allemand et en anglais. Ces sections préparent les élèves à différentes certifications linguistiques.
| Diplôme préparé            | Intitulé de la formation                                            |
| -------------------------- | ------------------------------------------------------------------- |
| Baccalauréat général       | Littérature                                                         |
| Baccalauréat général       | Économique et social                                                |
| Baccalauréat général       | - Sciences de la vie et de la terre - Sciences de l'ingénieur       |
| Baccalauréat technologique | Sciences et technologies de l'industrie et du développement durable |
| Baccalauréat technologique | Sciences et technologies du management et de la gestion             |

La cité scolaire ouvre en 1985 la première section de Brevet de technicien supérieur (BTS) intitulée informatique industriel. Elle est suivie, en 1990, d'un BTS en mécanique et, en 1992, du BTS action commerciale (assistant de gestion PME-PMI). Le BTS IRIS (informatique et réseaux pour l'industrie et les services) est également proposé. Les formations au BTS sont actuellement :
| Diplôme préparé                | Intitulé de la formation                                            |
| ------------------------------ | ------------------------------------------------------------------- |
| Brevet de technicien supérieur | Mécanique et automatismes industriels                               |
| Brevet de technicien supérieur | Informatique et réseaux pour l'industrie et les services techniques |
| Brevet de technicien supérieur | Assistant de gestion PME–PMI                                        |

### Formation continue
La cité scolaire possède un GRETA dit des « Pays Champenois » et créé en 1974. Il met à disposition des ateliers de pédagogie personnalisée en expression écrite et orale, en calcul et en orientation professionnelle.

## Administration

### Organisation
Depuis la rentrée de 2014, la cité scolaire est sous la responsabilité du proviseur M. Recoque, qui succède à M. Philippe Hanen. Les bâtiments administratifs sont : Montesquieu (en l'honneur de Montesquieu, 1689-1765, écrivain français) et Marie Noël (Marie Noël, 1883-1967, poétesse française). Deux adjoints du proviseur, l'un pour le lycée professionnel, l'autre pour le lycée général et technologique sont sous sa responsabilité. Ils sont assistés des Conseillers Principal d'Éducation (CPE) (au nombre de quatre), aidés de 5 médiatrices de réussite scolaire et de 14 personnels de surveillance qui ont en charge la vie scolaire. Deux chefs de travaux s'occupent de la gestion des ressources matérielles et humaines et de celle des stages et des relations avec les entreprises. Enfin, les services d'intendance regroupent la gestion du personnel, des marchés publics, du budget, de la restauration et de l'internat, des stages et sorties scolaires, en plus des tâches d'administration courantes.
Les établissements fonctionnent en continu du lundi au vendredi de 8 h à 18 h. L'organisation en une cité scolaire permet l'intégration des services généraux et les économies d'échelle, mais aussi la mise en commun de moyens (espace culturel, CDI, vie scolaire). Cette organisation autorise de nombreuses relations entre formations, ce qui renforce le dispositif d'orientation. La gestion informatique (base élèves, vie scolaire, stages, etc.) est pilotée par l'environnement Sconet (Scolarité sur le Net). Les saisies scolaires sont, elles, réalisées  au moyen du logiciel Campus.

### Instances

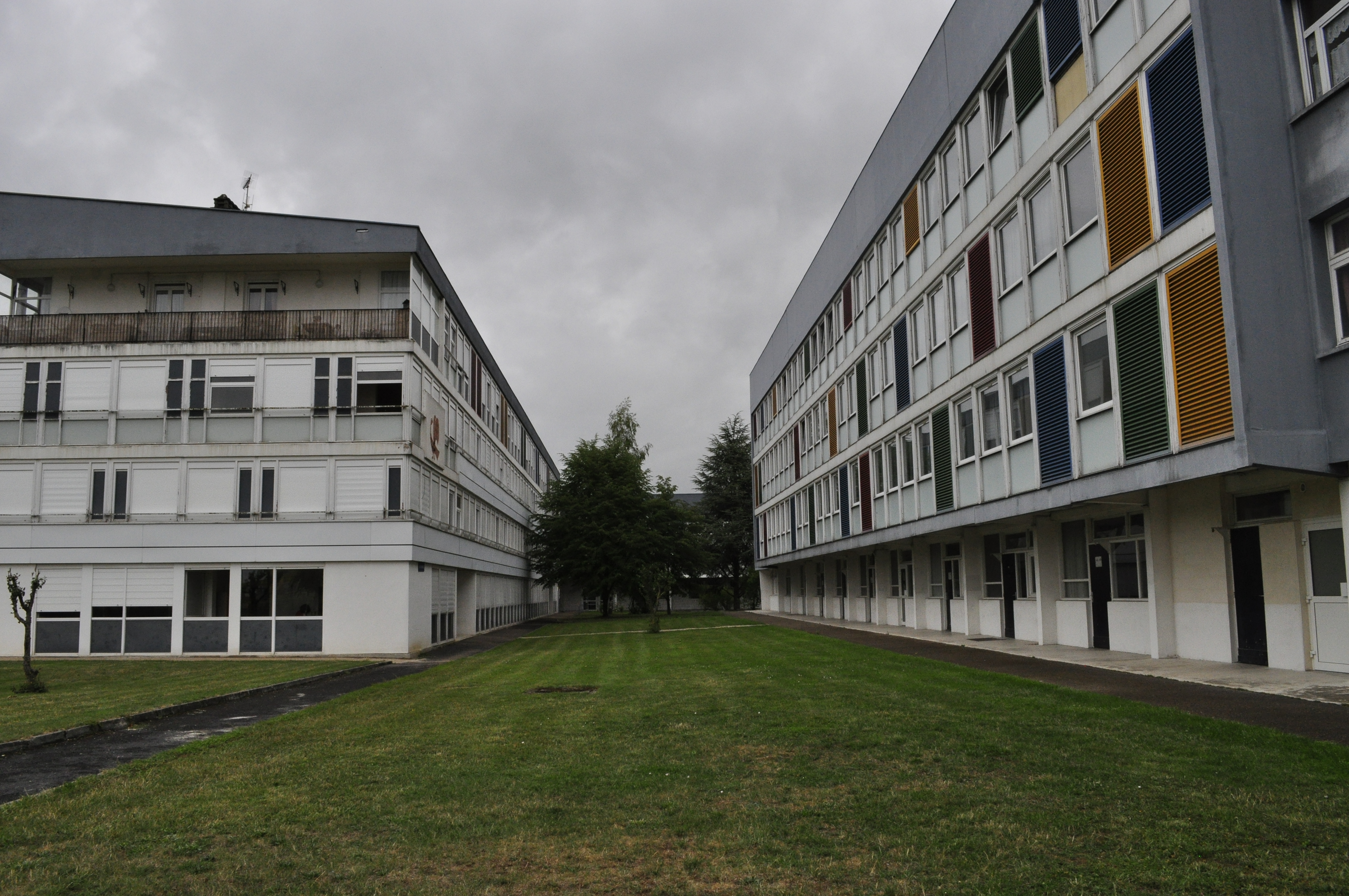
Les bâtiments Unesco (à droite), qui abrite les enseignements généraux et De Moivre (à gauche), qui accueille l'internat.

La cité scolaire est conduite par un Conseil d'administration qui délibère sur les questions de budget, de règlement intérieur, ainsi que celles concernant les sorties pédagogiques, la santé et la sécurité. En ce qui concerne la gestion des cas graves, le conseil de discipline a compétence pour prononcer toutes les sanctions disciplinaires prévues au règlement intérieur ; il est présidé par le chef d'établissement. François Ier possède également un Comité d'éducation à la santé et à la citoyenneté (CESC), depuis 1990, qui « a pour objectif d'apporter un appui aux acteurs de la lutte contre l'exclusion » qui sont en liaison avec l'établissement, et il contribue à lutter contre l'échec scolaire, à améliorer les relations avec les familles, et enfin à prévenir les conduites à risques et la violence. Enfin, un Comité d'hygiène et de sécurité (CHS) est chargé de rendre compte au conseil d'administration de la situation de la cité scolaire en matière de sécurité et d'hygiène.
Le projet d'établissement vise à renforcer la représentation des élèves au sein de l'administration de la cité scolaire. En conséquence, il existe une Assemblée Générale des Délégués Élèves (AGDE), composée du chef d'établissement, d'un CPE et de tous les délégués de classe et d'internat de l'établissement. Elle se réunit au moins deux fois par an et débat des questions relatives à la vie et au travail scolaires. Elle sert aussi à désigner cinq de ses membres pour représenter l'ensemble des élèves au Conseil d'Administration, et trois au Conseil de Vie Lycéenne.

### Projet d'établissement
Le projet d'établissement comporte six axes d'amélioration. Les pistes pédagogiques retenues sont doubles. En lycée général : augmenter les taux de passage de 2de en 1re, créer des liens avec les collèges du secteur ; en lycée professionnel : améliorer la prise en charge des élèves en difficulté et développer l'accès aux formations de baccalauréats professionnels industriels. Les deux lycées doivent également développer un projet industriel. La cité scolaire se donne pour priorité, en matière de vie culturelle, de permettre aux élèves la fréquentation du théâtre, en partenariat avec les acteurs culturels locaux (la Salamandre et l'Orange Bleue). En matière de cadre de vie, l'action principale est la participation aux actions de protection de l'environnement. Pour l'orientation et la vie scolaire, l'objectif est de renforcer le lien avec les familles, de renforcer l'information en matière d'orientation et de réduire l'absentéisme. Les axes retenus en ce qui concerne la citoyenneté, la santé et la prévention doivent développer et valoriser les actions citoyennes, et développer l'implication des élèves au sein de leurs instances représentatives. Le projet d'établissement vise aussi à faire davantage de la cité scolaire un lieu de vie et de permettre le développement des clubs.

### Internat et restauration

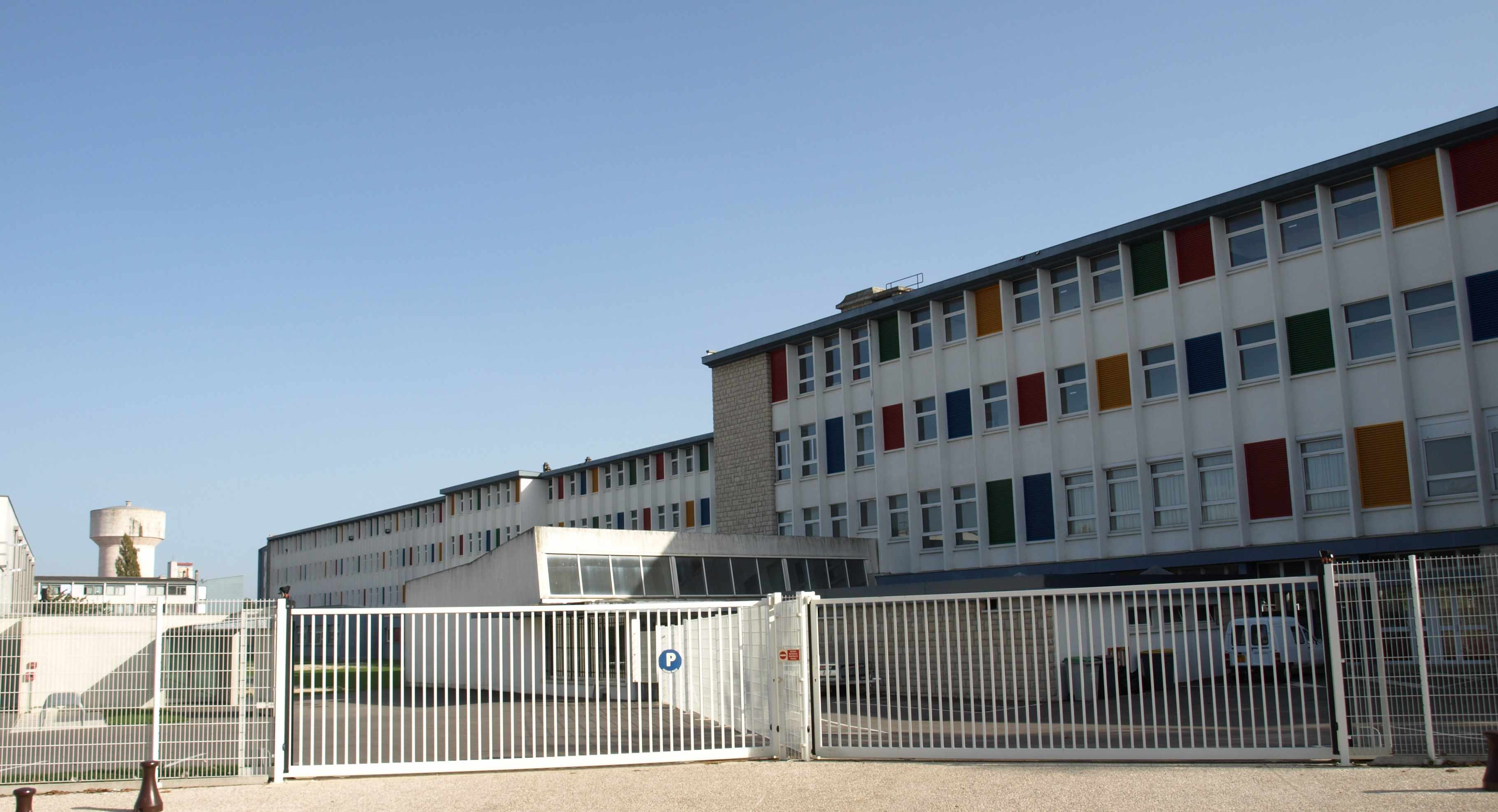
Les bâtiments du collège

La cité scolaire dispose d'un internat, situé dans le bâtiment Diderot pour les filles et dans celui De Moivre pour les garçons, et d'une capacité totale de 200 lits. Cet internat comporte des places labellisées « internat d'excellence » destinées à proposer des chambres à des collégiens ou des lycéens ne disposant pas, dans leur environnement, des conditions optimales d'étude. Ces places labellisées offrent un accompagnement personnalisé permettant la réussite des études.
La cité scolaire délivre 1 200 repas par jour. Les cuisines sont situées dans le bâtiment Rabelais. Une cafétéria est implantée au rez-de-chaussée et les repas sont parfois préparés et servis par la section de CAP Agent Polyvalent de Restauration.

## Résultats

### Performance générale
En novembre 2010, la cité scolaire a distribué 493 diplômes. Dans l’établissement, 93 % des 203 élèves présents au baccalauréat en 2010 ont obtenu leur diplôme ; le taux de réussite de l'établissement est supérieur de 5 points au taux attendu en référence académique et supérieur de 8 points au taux attendu en référence nationale. Selon le palmarès des lycées 2010 publié dans Le Figaro, l'établissement arrive à la 71e place sur les 1 930 lycées d'enseignement général français.
| Année         | 2003      | 2004      | 2005      | 2006      | 2007      | 2008     | 2009      | 2010      | 2011 | 2012 |
| % de réussite | 93 %      | 93 %      | 93 %      | 86 %      | 83 %      | 83 %     | 83 %      | 83 %      | 89 % | 92 % |
| Rang national | 1287/5509 | 1253/5509 | 1275/5509 | 2264/5509 | 1981/5509 | 897/5509 | 1374/5509 | 1194/5509 |      |      |

### Performances aux baccalauréats
Au baccalauréat général, un élève sur deux a obtenu une mention, et dans la série Littéraire 100 % des candidats ont été diplômés. Sur la période 2002-2005, le taux de réussite au baccalauréat y est supérieur de 5 % à la moyenne nationale malgré une sur-représentation des catégories populaires, « supérieure selon les années de 7 à 16 points à celle de l’académie (de 2002 à 2005) ». En effet, de 2002 à 2005, les résultats se situent entre 84 % et 82,7 % sur Vitry-le-François tandis qu’ils fluctuent entre 77,40 % et 79,50 % sur l’académie. Les taux de réussite au baccalauréat professionnel sont également encourageants ; ils sont de 6 à 10 points supérieurs au taux attendu de l’académie pour cette même période.
Le lycée professionnel est classé 51e en 2010. En 2009, il est à la tête du classement des meilleurs lycées professionnels du département de la Marne avec un taux de réussite au baccalauréat de 100 % et un taux d'accès en Première Bac Pro de 83 %.

### Performances par sections
|       | BTS        | BTS     | Baccalauréat technologique | Baccalauréat technologique | Baccalauréat général | Baccalauréat général | Baccalauréat général |
| Année | production | service | STG                        | STI                        | ES                   | L                    | S                    |
| 2007  | 78,9 %     | 78,9 %  | 90,0 %                     | 70,0 %                     | 90,3 %               | 66,7 %               | 94,7 %               |
| 2008  | 60,0 %     | 77,8 %  | 94,4 %                     | 90,9 %                     | 86,5 %               | 94,1 %               | 95,2 %               |
| 2009  | 55,2 %     | 84,6 %  | 88,4 %                     | 82,8 %                     | 92,9 %               | 100,0 %              | 98,4 %               |
| 2010  | %          | %       | 98 %                       | 91 %                       | 88 %                 | 100,0 %              | 94 %                 |
| 2011  | 86 %       | 78 %    | 84 %                       | 81 %                       | 88 %                 | 100 %                | 95 %                 |
| 2012  | %          | %       | 84 %                       | 90 %                       | 91 %                 | 96 %                 | 98 %                 |

## Dispositifs pédagogiques

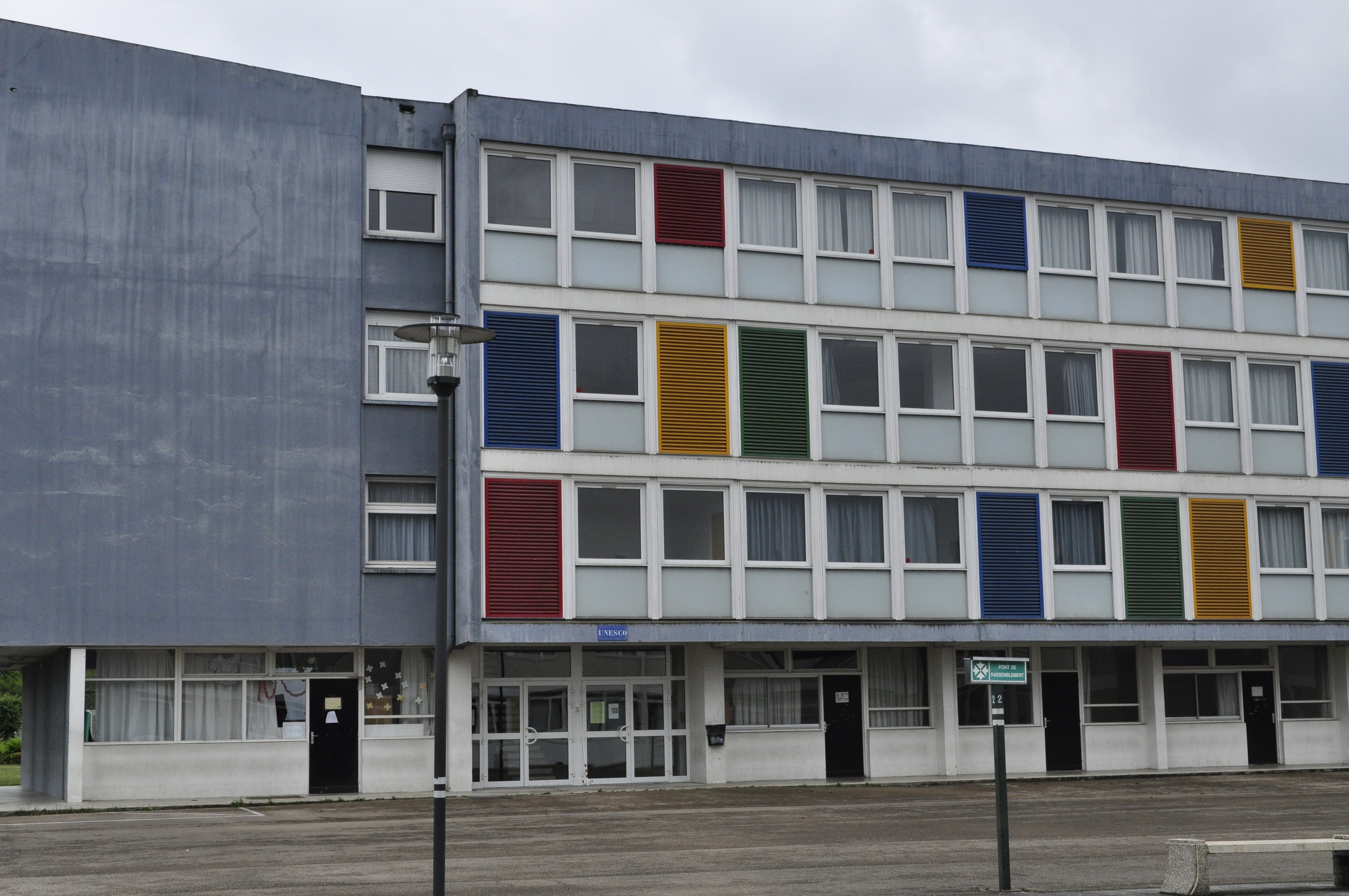
Détail du bâtiment Unesco, dont la façade est composée, comme celle de la majorité des autres ensembles, par des panneaux colorés.

La cité scolaire a mis en place des Ateliers de Pédagogie Personnalisée, rattachés au GRETA. Depuis la rentrée scolaire 2009, les élèves de baccalauréat général et professionnel bénéficient d'un accompagnement personnalisé inclus dans leur emploi du temps. Le système choisi est celui des « barrettes » (heures hebdomadaires) reposant sur des groupes de besoins (des groupes formés à partir des lacunes des élèves, et adaptés à la remédiation de celles-ci). Des projets pluridisciplinaires à caractère professionnels (PPCP) permettent des réalisations concrètes et sur le long terme
Il existe également une classe expérimentale, de mission générale d'insertion, destinée à réorienter les élèves en difficultés scolaires. La MGI est constituée d'enseignants et de conseillères d'orientation qui étudient les dossiers scolaires au cas par cas, réinsèrent les élèves dans les apprentissages et utilisent pour ce faire des outils d'orientation, principalement des logiciels d'aide à l'orientation scolaire (LAO) et le test « LYCAM », destiné à lutter contre le décrochage.
Le parc informatique comprend 700 ordinateurs, soit un ordinateur pour deux élèves ; le tout est connecté au réseau régional à haut débit, ce qui fait de la cité scolaire l'un des établissements les mieux dotés de la région Champagne-Ardenne.

## Associations et clubs
La cité scolaire abrite l'« Association sportive Lycée François Ier », qui, au sein de l'UNSS, se voit attribuer par la municipalité, en 2009, une subvention de 300 000 €.
Il existe aussi un club PEJ, pour « Parlement Européen des Jeunes-France ».
Une Maison des Lycéens (MDL) ayant pour budget 10 000 euros par an est mise à disposition ; elle a pour but de réunir ceux-ci pour des activités diverses au sein d'une salle (dans le bâtiment Marie Noël) dotée d'équipements de détente et de loisirs. Cette salle est sous la responsabilité des « gérants », élèves qui ont posté une candidature et ont été acceptés. Cette salle est cependant fermée régulièrement en raison de certaines dégradations. Les élèves faisant partie de l'association ont également accès à une petite salle (UN 015) appelée « Salle chauffée ».
Le club Presse édite intégralement le journal scolaire « La Feuille de chou de François ».
Le club « Jonglage » initie les élèves aux métiers du cirque.
Il existe aussi : un club Musique, un club « Maths et Jeux », le club « Yank–Yam » (à vocation solidaire) et le club Aton (égyptologie).

Plusieurs associations interviennent au sein de l'établissement. L'« Association familiale Alpha » se donne pour mission, d'une part l'aide scolaire aux élèves primo-arrivants, et d'autre part l'aide au diagnostic et à la remédiation aux élèves éprouvant des difficultés dans la maîtrise du français. L'Association « FAB » (pour : « Former un avenir sans brutalité ») intervient dans le domaine de la violence scolaire et organise des manifestations et des animations culturelles.

## Culture et partenariats
La cité scolaire dispose d'un espace culturel et d'un centre de documentation et d'information (CDI) situés dans le bâtiment Marie-Noël. Le CDI est créé le 15 octobre 1997. Il a une capacité de 40 à 50 personnes. Les documentalistes éditent une revue interne, Repérages, destinée à informer les enseignants et les élèves des nouvelles acquisitions.
Depuis 2010, le lycée général est en partenariat avec Sciences Po. Deux sections de BTS (BTS mécanique et automatismes industriels et BTS informatique et réseaux pour l'industrie et les services techniques) profitent depuis 2009 d'une convention signée entre la cité scolaire et la Marine nationale, le but étant de proposer des stages (au centre d'instruction de Saint-Mandrier, près de Toulon), suivie d'une proposition d'emploi.
La cité scolaire entretient une coopération avec la plate-forme d’innovation et de transfert de technologie (PFT), à destination des PME-PMI, située à Saint-Dizier, la première en France à être labellisée et également l'une des quatre de la région Champagne-Ardenne,.
La cité scolaire, pour l'enseignement technologique, a également signé une convention de partenariat avec l'entreprise locale Mangin-Egly, également centre de formation, qui s'engage à donner aux lycéens des heures de formation dans le domaine de l'électricité, des réseaux communicants et de l'instrumentation. Les premiers bénéficiaires sont les élèves du BTS mécanique et automatismes industriels.
À compter de la rentrée 2024, le lycée propose un enseignement optionnel Arts-Théâtre.